# LKAAEAR1
LKAAEAR1 (англ. LKAAEAR motif containing 1) – білок, який кодується однойменним геном, розташованим у людей на довгому плечі 20-ї хромосоми. Довжина поліпептидного ланцюга білка становить 194 амінокислот, а молекулярна маса — 21 508.
| 10         |  | 20         |  | 30         |  | 40         |  | 50         |
| ---------- |  | ---------- |  | ---------- |  | ---------- |  | ---------- |
| MPPPAKEGGR |  | KGPRERSGKS |  | APGTAQGEER |  | AKGAPATEPP |  | KPGWALTPQG |
| LAAMLPAQRH |  | RHLLFGDLLE |  | DVGAAASTFP |  | CGSVEPGYRM |  | PDPRPWTQSL |
| ELPAERQNRL |  | LGVLKAAEAR |  | GRVRALRLRY |  | TRMRAEEIAL |  | LIQRQKSARA |
| AIRLELFLPP |  | QLKPARIPDP |  | LDRQERRRVE |  | TILEENVDGT |  | IFPR       |

A: Аланін

C: Цистеїн

D: Аспарагінова кислота

E: Глутамінова кислота

F: Фенілаланін

G: Гліцин

H: Гістидин

I: Ізолейцин

K: Лізин

L: Лейцин

M: Метіонін

N: Аспарагін

P: Пролін

Q: Глутамін

R: Аргінін

S: Серин

T: Треонін

V: Валін

W: Триптофан

Задіяний у такому біологічному процесі, як альтернативний сплайсинг.